# Twierdza Smederevo
Twierdza Smederevo (serb. Смедеревска тврђава, Smederevska tvrđava) – średniowieczna forteca serbska, jedna z największych budowli tego typu w południowo-wschodniej Europie.

## Położenie
Twierdza jest położona na prawym, południowym brzegu Dunaju, u ujścia rzeki Jezavy, w miejscowości Smederevo w okręgu podunajskim ok. 20 km na wschód od Belgradu w Serbii Centralnej.

## Historia
Twierdza została wzniesiona przez władcę (despotę) Serbii Jerzego I Brankovicia po przeniesieniu stolicy do Smedereva.

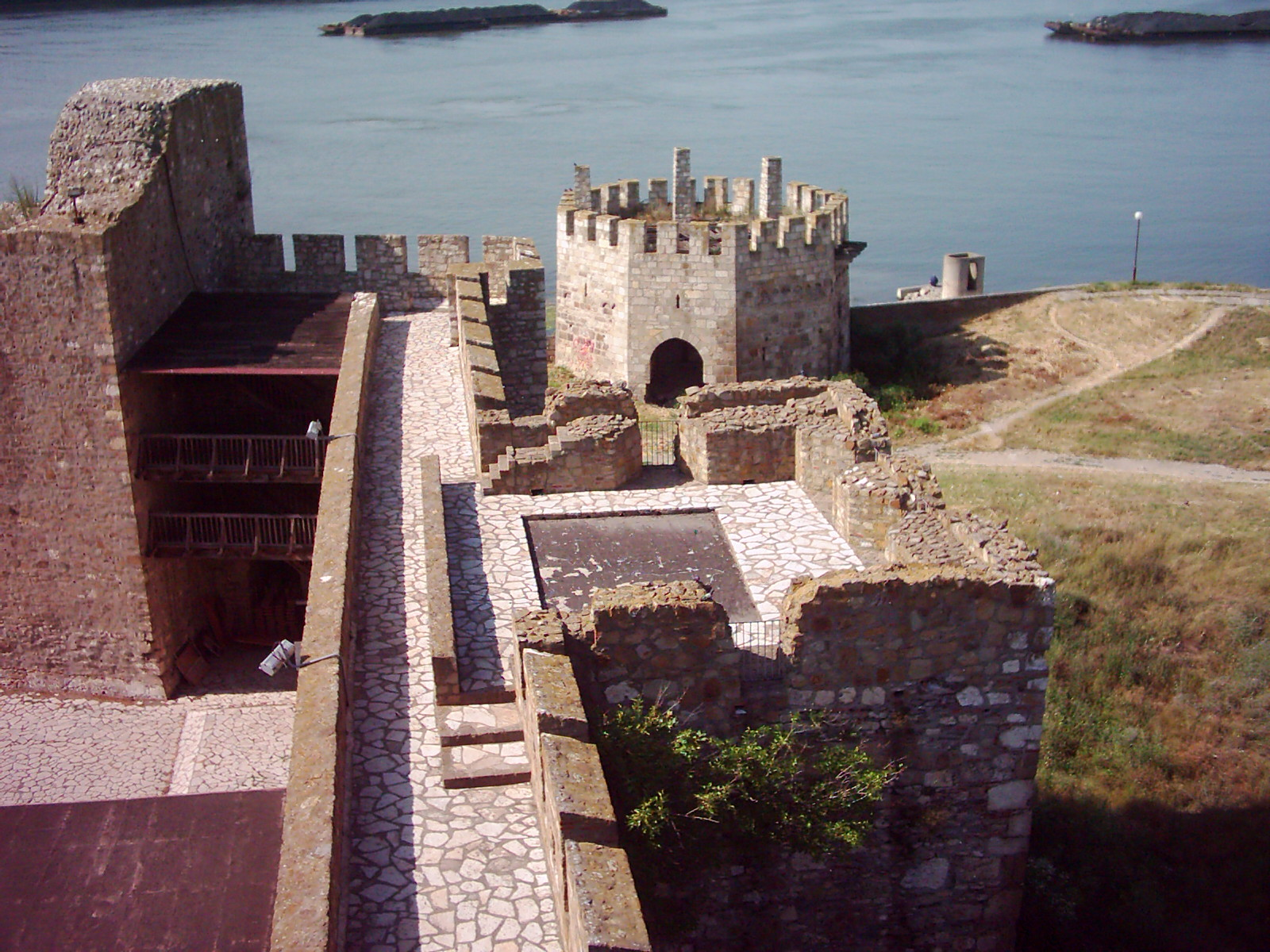
Widok na Twierdzę Smederevo i rzekę

Fortecę zbudowano celem zastąpienia Belgradu, przejętego przez Królestwo Węgier po śmierci despoty Stefana IV Lazarevića (zm. 1427).
W pierwszym etapie, między 1428 i 1430 rokiem, na niewielkim niezaludnionym terenie został wzniesiony zamek z dworem władcy, pierwotnie zaprojektowany jako niezależna fortyfikacja. Wkrótce potem, w 1440 roku, zostały zbudowane mury obronne chroniące obszar przeznaczony dla miejskiego osiedla pomiędzy Jezavą a Dunajem o powierzchni około 10 ha.
Twierdza była przedmiotem ataków w toku najazdów Imperium Osmańskiego. Pierwszy raz w 1439 roku, gdy została poddana po trzech miesiącach oblężenia wskutek głodu wśród obrońców. Kolejne, nieskuteczne oblężenia tureckie miały miejsce w latach 1453 i 1456.
W 1459 roku twierdza znalazła się w rękach tureckich po niepowodzeniu w usiłowaniu objęcia władzy w Serbii przez Stefana Tomaszevicia i likwidacji despotowiny serbskiej. Przez wieki przechodziła z rąk do rąk Turków, Węgrów i Habsburgów, by ostatecznie znaleźć się w posiadaniu Serbii na początku XIX wieku w okresie powstań serbskich.

## Konstrukcja
W przeciwieństwie do Belgradu, twierdza objęła nieco mniejszy obszar obrony, o prostszej aranżacji przestrzeni. Zbudowana jest na planie trójkąta, co wynika z charakterystyki terenu przy ujściu Jezavy do Dunaju. Twierdzę zbudowano na wzorach bizantyńskich.

Plan Twierdzy Smederevo

Otoczona jest potężnymi wałami, z czterema wieżami skierowanymi w stronę lądu. Jedna z nich nadal zachowuje nazwę Despot Ðurađ (Despota Jerzy – na cześć Jerzego Brankovicia, budowniczego twierdzy). Główna wieża jest na przeciwległym końcu muru, w kierunku rzeki Jezava. Zbudowane strzelnice były tu dość wczesnym wykorzystaniem nowej struktury nie tylko w Serbii, ale w europejskiej architekturze militarnej.
Budynki we wnętrzu twierdzy opierają się ze wszystkich trzech stron na murach, tworząc trójkątny dziedziniec ze studnią w środku. Główna, najbardziej reprezentatywna budowla miała na piętrze dużą salę, wymienioną jako miejsce (sala audientiae), w którym został podpisany w 1434 traktat pomiędzy serbskim władcą i Wenecją. Na cele mieszkaniowe przeznaczono duży budynek, zbudowany z kamienia, oparty na wale południowym.
Przy wale wzdłuż Jezavy istniały również inne budowle, najprawdopodobniej spełniające funkcje pomocnicze.
Teren przed zamkiem był przeznaczony dla miejskiej osady, zamkniętej podwójnymi wałami w kierunku wschodnim i południowym. Najważniejsza część muru obronnego (południowa) broniła miasta od strony dróg dojazdowych. Mur został wzmocniony 11 silnymi wieżami, umieszczonymi w równych odległościach. Przed murem ulokowano zewnętrzny wał ze strzelnicami oraz szeroką fosę wypełniona wodą. Mur w kierunku rzeki Jezava wzmocniony został trzema wieżami, natomiast wał w kierunku Dunaju pierwotnie miał tylko wieżę. Jakiś czas później zostały dodane kolejne cztery wieże.
Obok budynku koszarowego dla załogi twierdzy wzniesiono także siedziby głównych instytucji. W południowo-wschodnim narożniku twierdzy zostały odkryte pozostałości kościoła, który po inwazji tureckiej został przekształcony w meczet. W obrębie murów miejskich był również duży kościół Zwiastowania, na dożycie i grób świątyni despoty Jerzego, ale rozebrano już w drugiej połowie XV wieku. Podobnie jak w Belgradzie, poza murami miejskimi znajdowała się osada, która najprawdopodobniej była chroniona za pomocą rowów i palisad.

## Twierdza jako zabytek
15 kwietnia 2010 twierdza została wpisana na Listę Informacyjną UNESCO – listę obiektów, które Serbia zamierza rozpatrzyć do zgłoszenia do wpisu na Listę światowego dziedzictwa UNESCO.